# Večje Brdo
Večje Brdo este o localitate din comuna Dobje, Slovenia, cu o populație de 65 de locuitori.